# Lijst van voetbalinterlands Macau - Sri Lanka
Deze lijst van voetbalinterlands is een overzicht van alle officiële voetbalwedstrijden tussen de nationale teams van Macau en Sri Lanka. De landen hebben tot op heden drie keer tegen elkaar gespeeld. De eerste ontmoeting, een groepswedstrijd tijdens de AFC Solidarity Cup 2016, werd gespeeld in Kuching (Maleisië) op 9 november 2016. Het laatste duel, een kwalificatiewedstrijd voor het Wereldkampioenschap voetbal 2022, zou plaatsvinden op 11 juni 2019 in Colombo.

## Wedstrijden
| № | Plaats  | Datum           | Competitie              | Wedstrijd         | Uitslag |
| - | ------- | --------------- | ----------------------- | ----------------- | ------- |
| 1 | Kuching | 9 november 2016 | AFC Solidarity Cup 2016 | Sri Lanka − Macau | 1 − 1   |
| 2 | Zhuhai  | 6 juni 2019     | WK 2022 kwalificatie    | Macau − Sri Lanka | 1 − 0   |
| 3 | Colombo | 11 juni 2019    | WK 2022 kwalificatie    | Sri Lanka − Macau | 3 − 0   |

## Samenvatting
| Competitie         | Totaal gespeeld | Winst Macau | Gelijk | Winst Sri Lanka | Doelsaldo Macau – Sri Lanka |
| ------------------ | --------------- | ----------- | ------ | --------------- | --------------------------- |
| WK-kwalificatie    | 2               | 1           | 0      | 1               | 1 − 3                       |
| AFC Solidarity Cup | 1               | 0           | 1      | 0               | 1 − 1                       |
| Totaal             | 3               | 1           | 1      | 1               | 2 − 4                       |

AFM · 
A-internationals · 
Macaus vrouwenelftal
1980 – 1989 · 
1990 – 1999 · 
2000 – 2009 · 
2010 – 2019 ·
2020 − 2029
Bangladesh ·
Bhutan ·
Brunei ·
Cambodja ·
China ·
Filipijnen ·
Guam ·
Hongkong ·
India ·
Irak ·
Japan ·
Kazachstan ·
Kirgizië ·
Koeweit ·
Laos ·
Maleisië ·
Mauritius ·
Mongolië ·
Myanmar ·
Nepal ·
Noord-Korea ·
Oman ·
Pakistan ·
Salomonseilanden ·
Saoedi-Arabië ·
Singapore ·
Sri Lanka ·
Tadzjikistan ·
Taiwan ·
Thailand ·
Vietnam ·
Zuid-Korea
FSL ·
A-internationals ·
Sri Lankaans vrouwenelftal
Afghanistan ·
Bahrein ·
Bangladesh ·
Bhutan ·
Brunei ·
Cambodja ·
China ·
DDR ·
Filipijnen ·
Guam ·
Hongkong ·
India ·
Indonesië ·
Irak ·
Iran ·
Japan ·
Jemen ·
Jordanië ·
Kirgizië ·
Laos ·
Libanon ·
Macau ·
Malediven ·
Maleisië ·
Mongolië ·
Myanmar ·
Nepal ·
Noord-Korea ·
Oezbekistan ·
Oman ·
Pakistan ·
Palestina ·
Papoea-Nieuw-Guinea ·
Qatar ·
Saoedi-Arabië ·
Seychellen ·
Singapore ·
Soedan ·
Syrië ·
Tadzjikistan ·
Taiwan ·
Thailand ·
Turkmenistan ·
Verenigde Arabische Emiraten ·
Vietnam ·
Zuid-Korea